# Johann Georg Wagler
Johann Georg Wagler (Norimberga, 28 marzo 1800 – Monaco di Baviera, 23 agosto 1832) è stato uno zoologo tedesco.

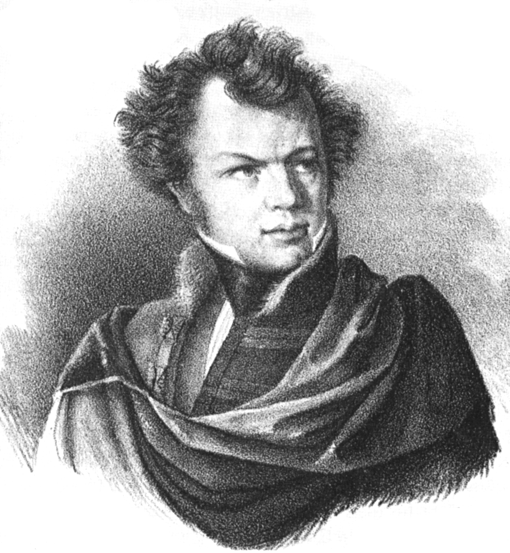
Johann Georg Wagler

Si laureò in scienze biologiche nel 1825 all'Università di Monaco di Baviera, specializzandosi in ornitologia, entomologia e botanica. Tra le varie scoperte zoologiche che fece, emerge quella dell'Ara di Spix (Cyanopsitta spixii), nome dato da Wagler in onore al suo grande amico, il biologo Johann Baptist von Spix. Compì tale scoperta, insieme ad altre, durante i suoi soggiorni nelle foreste tropicali sud americane, ove raccolse una imponente collezione zoologica, di esemplari appartenenti sia alla classe dei pesci, che a quella dei rettili (in particolare ofidi e sauri) e quella degli uccelli. Diverse specie di lepidotteri fecero parte della sua collezione e andarono ad arricchire i musei di storia naturale e i vari giardini zoologici tedeschi; collezionò anche diversi esemplari di bromeliacee, pteridofite, orchidee e diverse gimnosperme tropicali, donate poi agli orti botanici in Germania.

## Opere
- "Serpentum Brasiliensium Species Novae" (1824)
- "Herpetology of Brazil" Society for the Study of Amphibians and Reptiles (1981) (Con Johann Baptist von Spix)
- "Monographia Psittacorum" Monaco (1832).

| Wagler è l'abbreviazione standard utilizzata per le specie animali descritte da Johann Georg Wagler. Categoria:Taxa classificati da Johann Georg Wagler |